# پاول میلیوکف
پاول نیکولایویچ میلیوکف (روسی: Па́вел Никола́евич Милюко́в؛ IPA: [mʲɪlʲʊˈkof]; زاده ۲۷ ژانویهٔ ۱۸۵۹ – درگذشته ۳۱ مارس ۱۹۴۳) تاریخدان و سیاست‌مدار اهل امپراتوری روسیه بود.
وی وزیر خارجه دولت موقت روسیه بود.